# The Club Is Alive
The Club Is Alive je píseň britské popové skupiny JLS. Píseň pochází z jeho druhého studiového alba Outta This World. Píseň dobyla vrchol britské singlové hitparády. Produkce se ujal producent Steve Mac.

## Hitparáda
| Země           | Umístění |
| -------------- | -------- |
| Velká Británie | 1        |
| Skotsko        | 1        |
| Irsko          | 4        |
| Evropa         | 8        |

| "California Gurls" od Katy Perry featuring Snoop Dogg | Anglické #1 hity 17. července ~ 23. července 2010 | "Airplanes" od B.o.B featuring Hayley Williams |